# Fluda nigritarsis
Fluda nigritarsis är en spindelart som beskrevs av Simon 1900. Fluda nigritarsis ingår i släktet Fluda och familjen hoppspindlar. Inga underarter finns listade i Catalogue of Life.